# 62. Międzynarodowy Festiwal Filmowy w Berlinie
62. Międzynarodowy Festiwal Filmowy w Berlinie odbył się w dniach 9–19 lutego 2012 roku. Imprezę otworzył pokaz francuskiego filmu Żegnaj, królowo w reżyserii Benoît Jacquota. W konkursie głównym zaprezentowano 18 filmów pochodzących z 15 różnych krajów.
Jury pod przewodnictwem brytyjskiego reżysera Mike’a Leigh przyznało nagrodę główną festiwalu, Złotego Niedźwiedzia, włoskiemu filmowi Cezar musi umrzeć w reżyserii braci Tavianich. Drugą nagrodę w konkursie głównym, Srebrnego Niedźwiedzia – Grand Prix Jury, przyznano węgierskiemu filmowi To tylko wiatr w reżyserii Benedeka Fliegaufa.
Honorowego Złotego Niedźwiedzia za całokształt twórczości odebrała amerykańska aktorka Meryl Streep.

## Członkowie jury

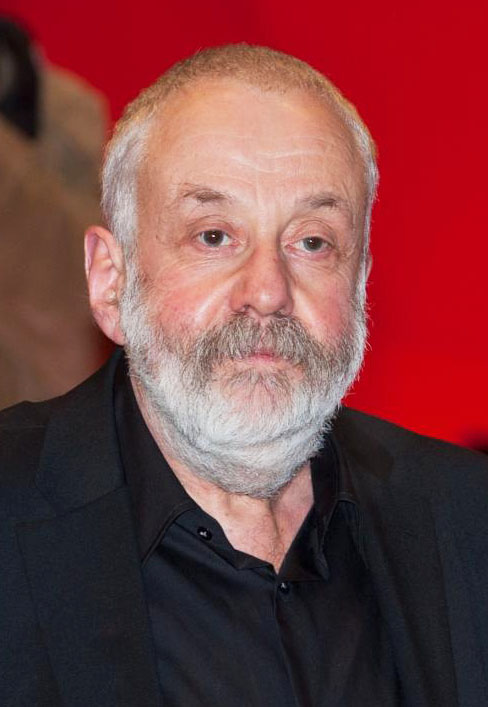
Przewodniczący jury konkursu głównego Mike Leigh.

### Konkurs główny
- Mike Leigh, brytyjski reżyser – przewodniczący jury[4]
- Anton Corbijn, holenderski reżyser
- Asghar Farhadi, irański reżyser
- Charlotte Gainsbourg, francuska aktorka
- Jake Gyllenhaal, amerykański aktor
- François Ozon, francuski reżyser
- Boualem Sansal, algierski pisarz
- Barbara Sukowa, niemiecka aktorka

### Nagroda za debiut fabularny
- Matthew Modine, amerykański aktor
- Hania Mroué, libańska selekcjonerka festiwalowa
- Moritz Rinke, niemiecki pisarz i scenarzysta

## Selekcja oficjalna

### Otwarcie i zamknięcie festiwalu
|             | Tytuł             | Reżyseria                | Kraj produkcji |
| ----------- | ----------------- | ------------------------ | -------------- |
| Otwierający | Żegnaj, królowo   | Benoît Jacquot           | Francja        |
| Zamykający  | Cezar musi umrzeć | Paolo i Vittorio Taviani | Włochy         |

### Konkurs główny
Następujące filmy zostały wyselekcjonowane do udziału w konkursie głównym o Złotego Niedźwiedzia i Srebrne Niedźwiedzie:
| Tytuł polski             | Tytuł oryginalny      | Reżyseria                | Kraj produkcji    |
| ------------------------ | --------------------- | ------------------------ | ----------------- |
| Tylko mój                | À moi seule           | Frédéric Videau          | Francja           |
| Żegnaj, królowo          | Les adieux à la reine | Benoît Jacquot           | Francja           |
| Dzisiaj                  | Aujourd’hui           | Alain Gomis              | Senegal           |
| Równina białego jelenia  | 白鹿原 Bai lu yuan    | Wang Quan’an             | Chiny             |
| Barbara                  | Barbara               | Christian Petzold        | Niemcy            |
| Pozdrowienia z raju      | Captive               | Brillante Mendoza        | Filipiny          |
| Cezar musi umrzeć        | Cesare deve morire    | Paolo i Vittorio Taviani | Włochy            |
| To tylko wiatr           | Csak a szél           | Benedek Fliegauf         | Węgry             |
| Dziecięce zabawy         | Dictado               | Antonio Chavarrías       | Hiszpania         |
| Twoja siostra            | L’enfant d’en haut    | Ursula Meier             | Szwajcaria        |
| Litość                   | Gnade                 | Matthias Glasner         | Niemcy            |
| Samochód Jayne Mansfield | Jayne Mansfield’s Car | Billy Bob Thornton       | Stany Zjednoczone |
| Pocztówki z zoo          | Kebun binatang        | Edwin                    | Indonezja         |
| Kochanek królowej        | En kongelig affære    | Nikolaj Arcel            | Dania             |
| Meteora                  | Μετέωρα Metéora       | Spiros Stathoulopoulos   | Grecja            |
| Wiedźma wojny            | Rebelle               | Kim Nguyen               | Kanada            |
| Tabu                     | Tabu                  | Miguel Gomes             | Portugalia        |
| Dom na weekend           | Was bleibt            | Hans-Christian Schmid    | Niemcy            |

### Pokazy pozakonkursowe
Następujące filmy zostały wyświetlone na festiwalu w ramach pokazów pozakonkursowych:
| Tytuł polski                          | Tytuł oryginalny                    | Reżyseria                       | Kraj produkcji    |
| ------------------------------------- | ----------------------------------- | ------------------------------- | ----------------- |
| Uwodziciel                            | Bel Ami                             | Declan Donnellan i Nick Ormerod | Wielka Brytania   |
| Strasznie głośno, niesamowicie blisko | Extremely Loud and Incredibly Close | Stephen Daldry                  | Stany Zjednoczone |
| Kwiaty wojny                          | 金陵十三钗 Jin ling shi san chai    | Zhang Yimou                     | Chiny             |
| Latające miecze ze Smoczej Bramy      | 龙门飞甲 Long men fei jia           | Tsui Hark                       | Chiny             |
| Kryptonim: Shadow Dancer              | Shadow Dancer                       | James Marsh                     | Wielka Brytania   |
| Kobieta na skraju dojrzałości         | Young Adult                         | Jason Reitman                   | Stany Zjednoczone |

## Laureaci nagród

### Konkurs główny
Złoty Niedźwiedź
- Cezar musi umrzeć, reż. Paolo i Vittorio Taviani

Srebrny Niedźwiedź – Nagroda Grand Prix Jury
- To tylko wiatr, reż. Benedek Fliegauf

Srebrny Niedźwiedź dla najlepszego reżysera
- Christian Petzold – Barbara

Srebrny Niedźwiedź dla najlepszej aktorki
- Rachel Mwanza – Wiedźma wojny

Srebrny Niedźwiedź dla najlepszego aktora
- Mikkel Følsgaard – Kochanek królowej

Srebrny Niedźwiedź za najlepszy scenariusz
- Nikolaj Arcel i Rasmus Heisterberg – Kochanek królowej

Srebrny Niedźwiedź za wybitne osiągnięcie artystyczne
- Zdjęcia: Lutz Reitemeier – Równina białego jelenia

Nagroda im. Alfreda Bauera za innowacyjność
- Miguel Gomes – Tabu

Wyróżnienie specjalne
- Twoja siostra, reż. Ursula Meier

### Konkurs filmów krótkometrażowych
Złoty Niedźwiedź dla najlepszego filmu krótkometrażowego
- Rafa, reż. João Salaviza

### Pozostałe nagrody
Nagroda za najlepszy debiut reżyserski
- Kauwboy, reż. Boudewijn Koole

Nagroda FIPRESCI
- Tabu, reż. Miguel Gomes

Nagroda Jury Ekumenicznego
- Cezar musi umrzeć, reż. Paolo i Vittorio Taviani

Honorowy Złoty Niedźwiedź za całokształt twórczości
- Meryl Streep

## Galeria laureatów

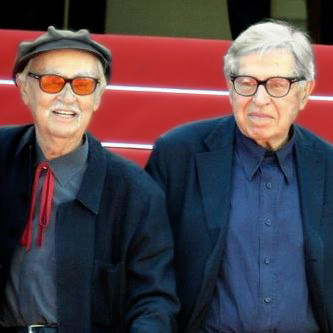
Paolo i Vittorio Taviani, zdobywcy Złotego Niedźwiedzia za film Cezar musi umrzeć.
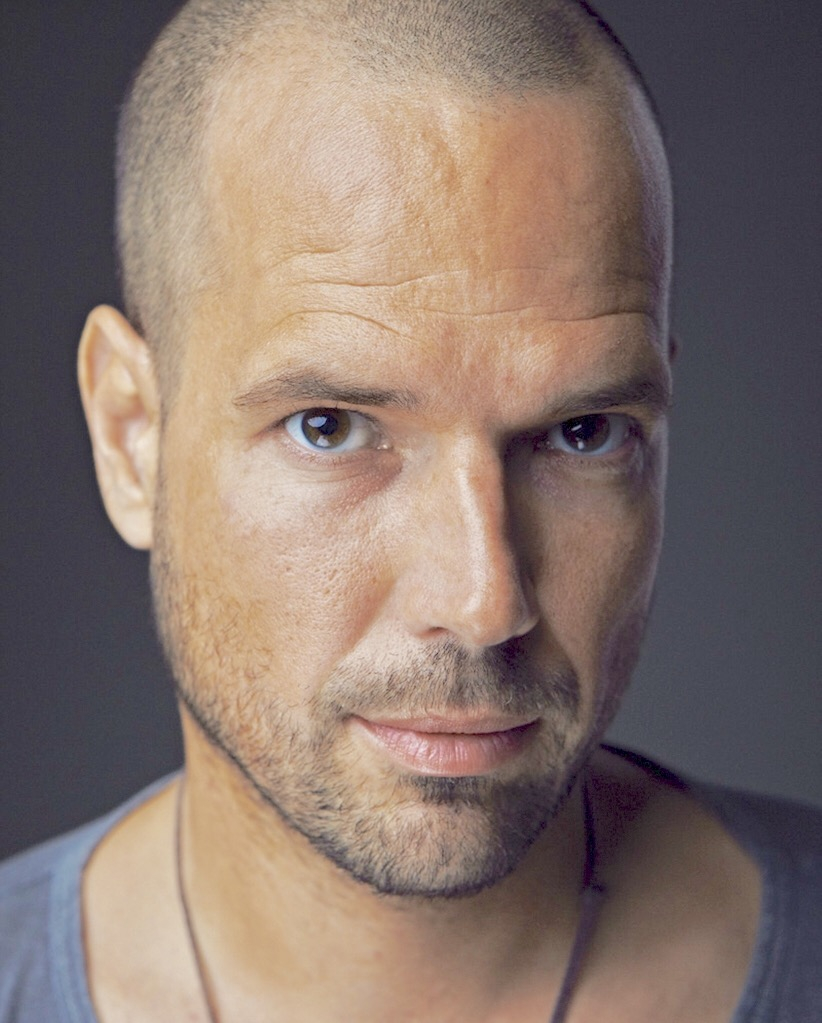
Benedek Fliegauf, laureat Srebrnego Niedźwiedzia – Grand Prix Jury.
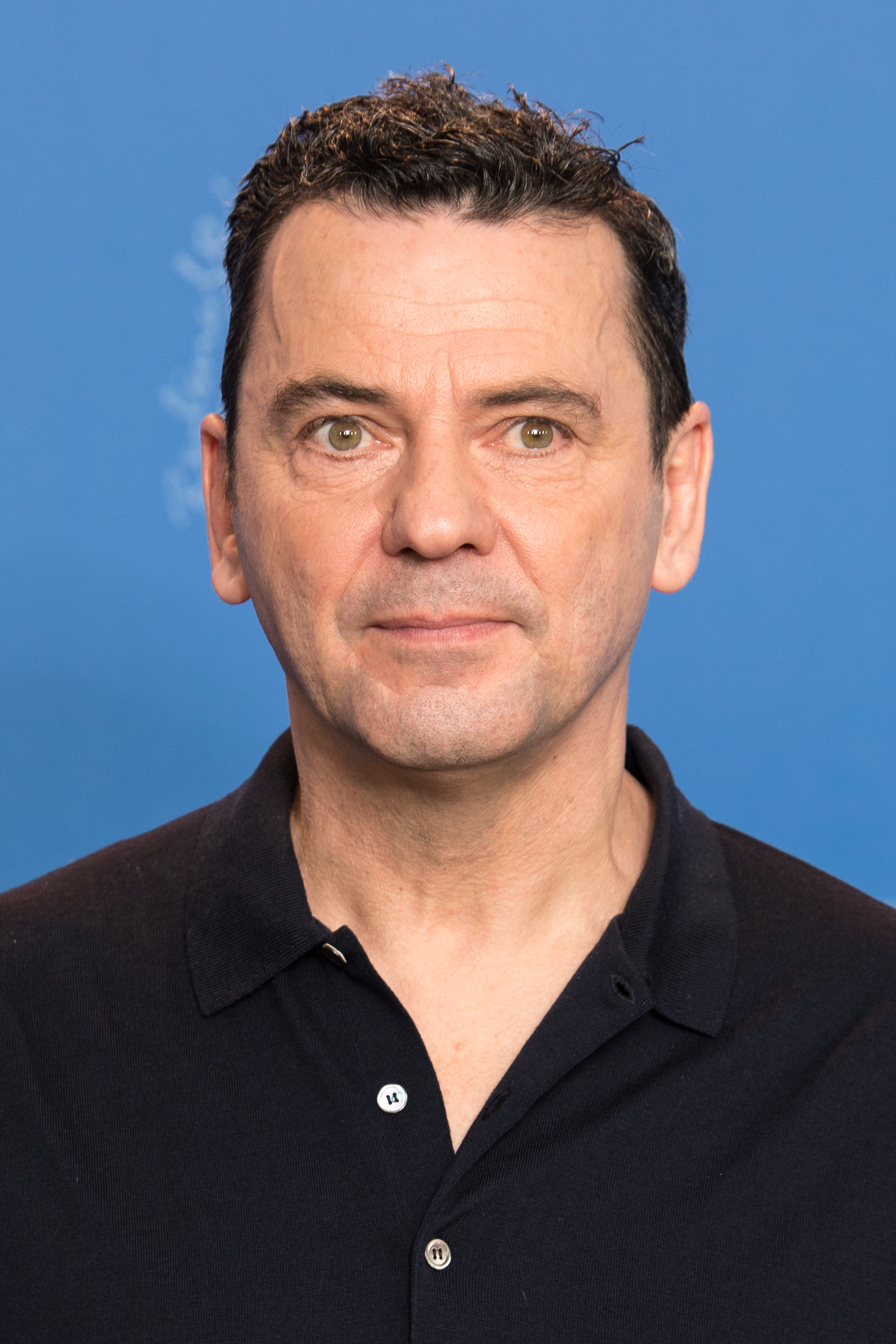
Christian Petzold, laureat Srebrnego Niedźwiedzia dla najlepszego reżysera.
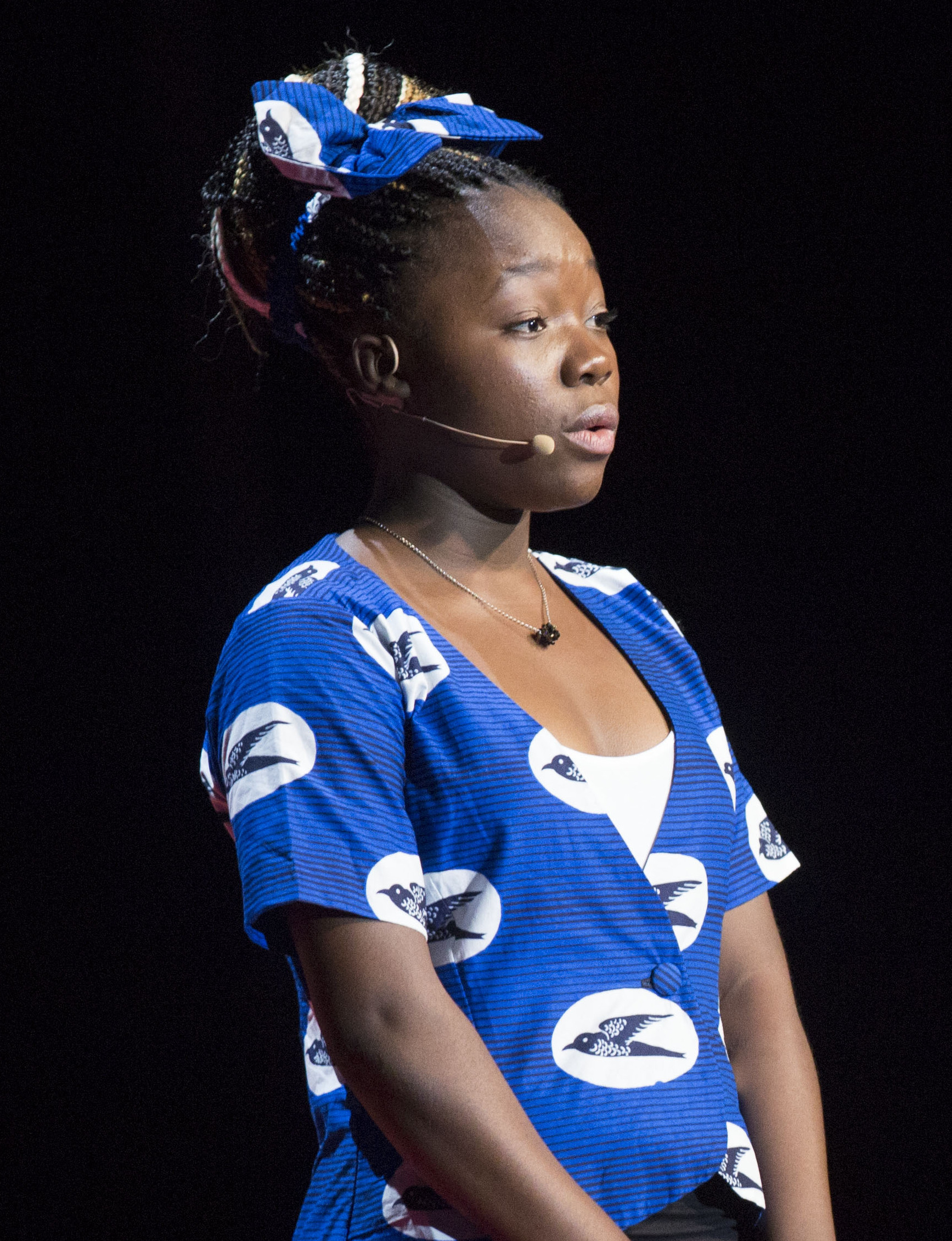
Rachel Mwanza, laureatka Srebrnego Niedźwiedzia dla najlepszej aktorki.
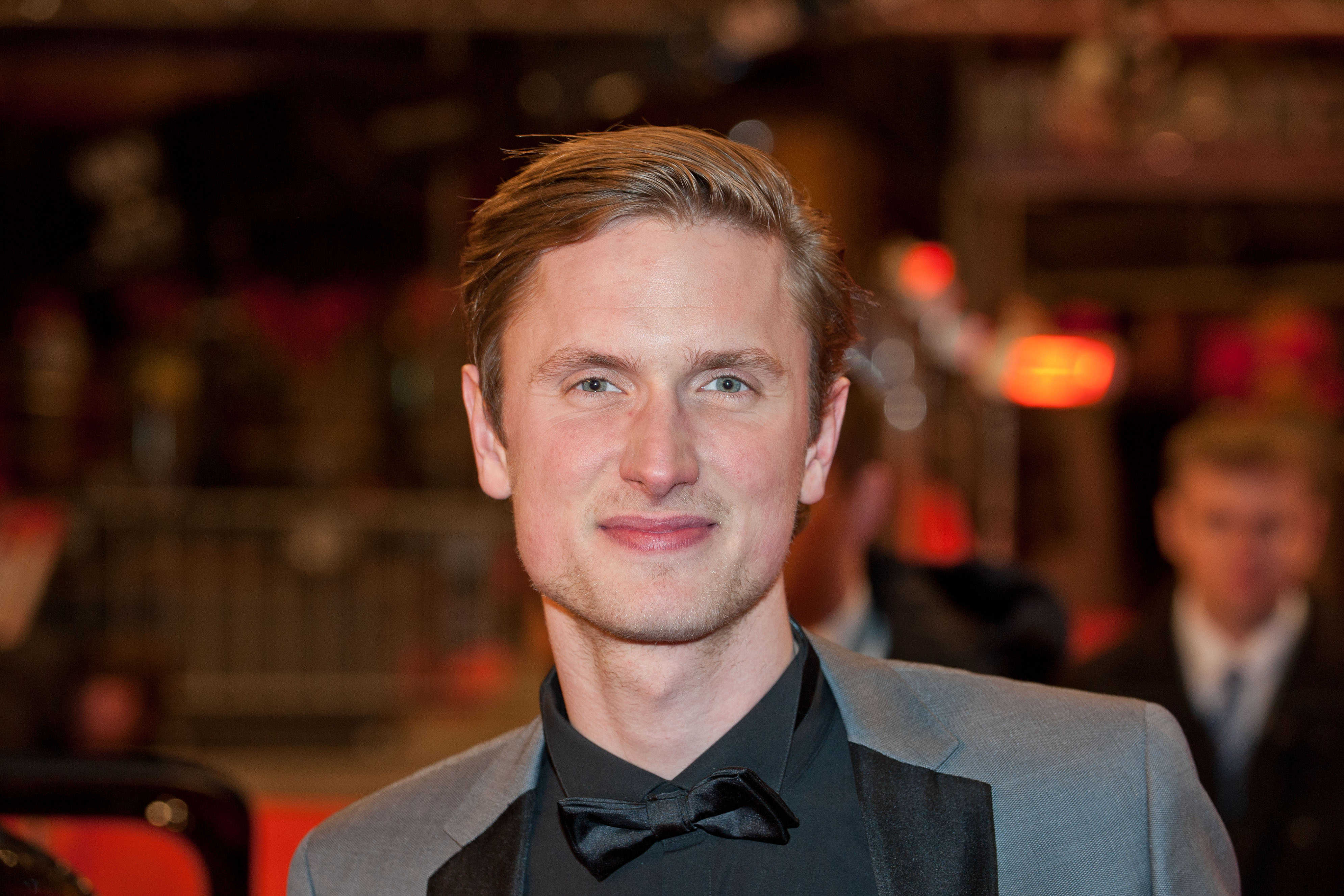
Mikkel Følsgaard, laureat Srebrnego Niedźwiedzia dla najlepszego aktora.
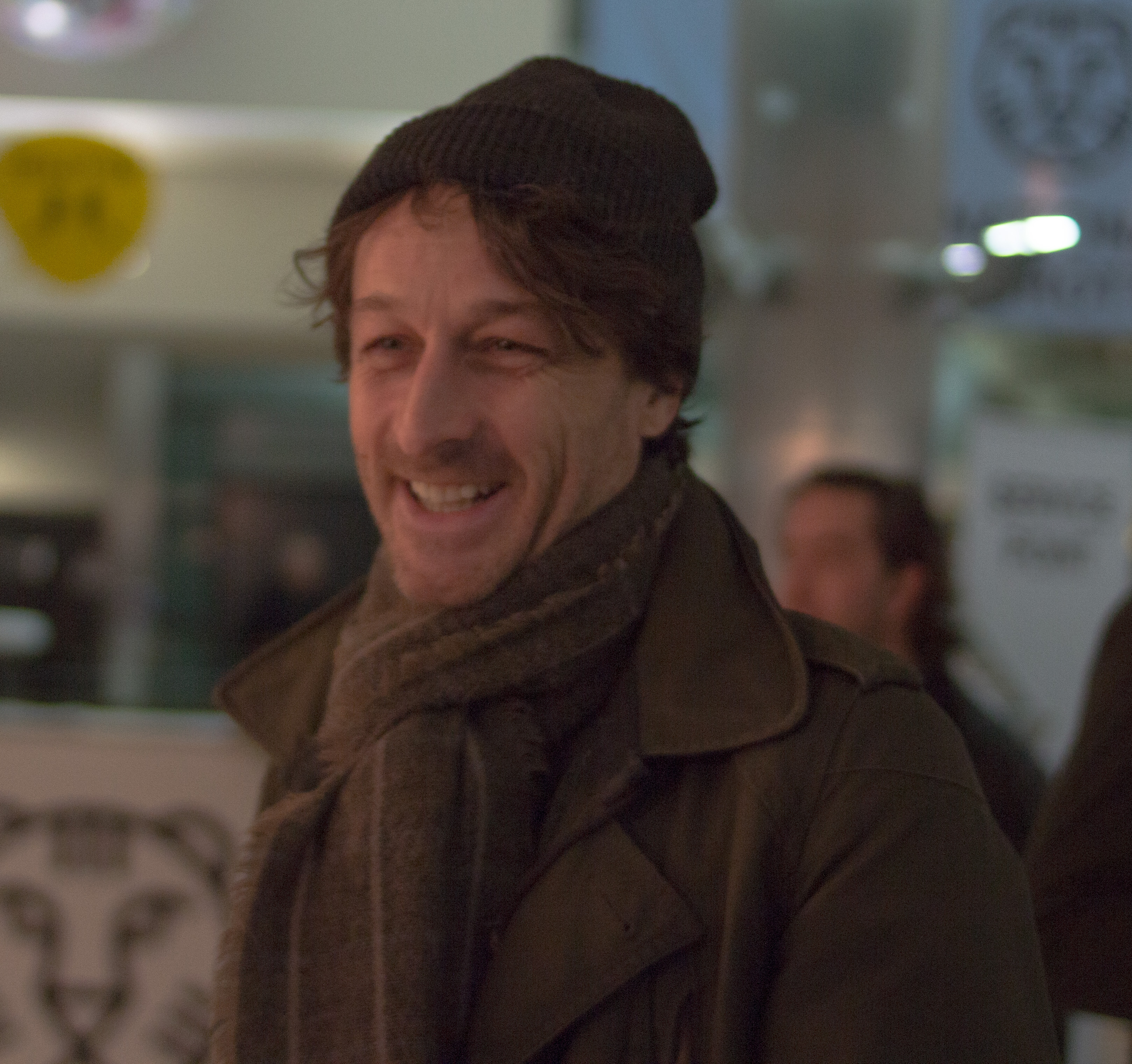
Boudewijn Koole, laureat nagrody za najlepszy debiut reżyserski.
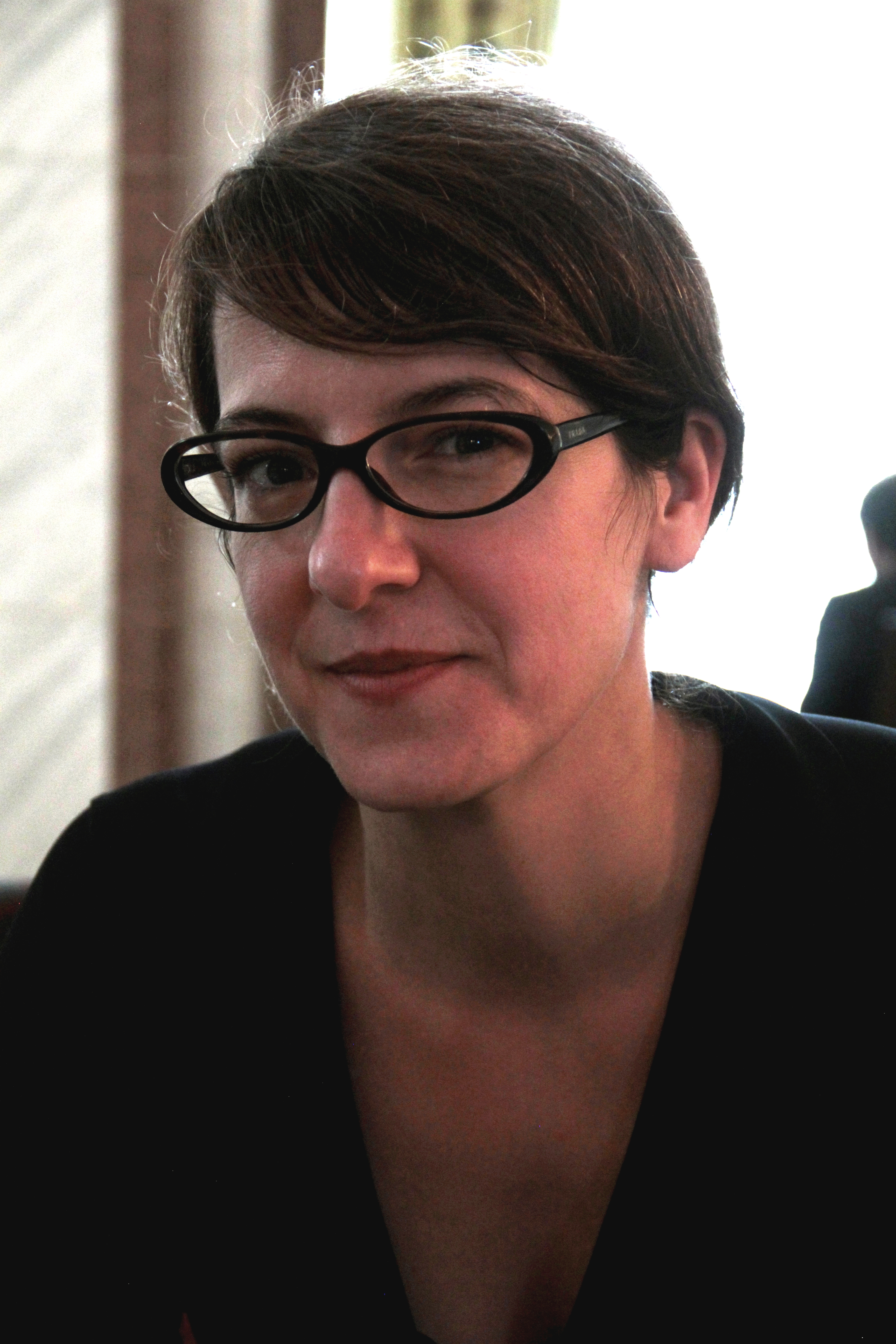
Ursula Meier, laureatka Wyróżnienia Specjalnego.
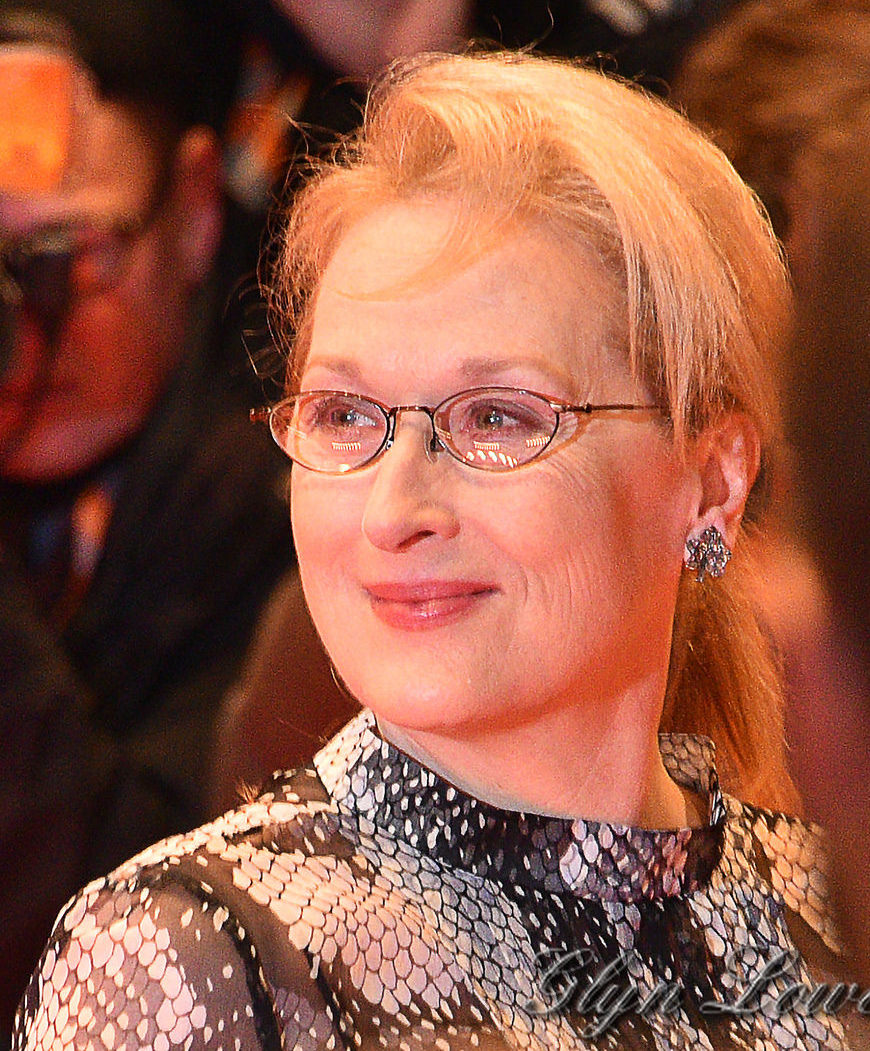
Meryl Streep, laureatka Honorowego Złotego Niedźwiedzia.